# Le Russey
Le Russey – miejscowość i gmina we Francji, w regionie Burgundia-Franche-Comté, w departamencie Doubs.
Według danych na rok 1990 gminę zamieszkiwały 1824 osoby, a gęstość zaludnienia wynosiła 75 osób/km² (wśród 1786 gmin Franche-Comté Le Russey plasuje się na 85. miejscu pod względem liczby ludności, natomiast pod względem powierzchni na miejscu 71.).